# Lista de episódios de Supergirl
A seguir se apresenta a lista de episódios de Supergirl, uma série de televisão na qual apresenta Kara Danvers / Kara Zor-El, uma mulher vinda do planeta Krypton. Ela foi enviada a Terra para cuidar de seu primo, Superman, quando seu planeta natal estava sendo destruído. Após viver por anos como uma pessoa normal, alguns acontecimentos forçam Kara a se revelar para o mundo, adotando o alter-ego "Supergirl". Supergirl é uma série de drama, aventura, ação e ficção científica que teve sua primeira temporada transmitida no canal de televisão CBS nos Estados Unidos. A partir da segunda temporada, a série passou a ser exibida pela The CW. Desenvolvida por Greg Berlanti e Andrew Kreisberg, Supergirl é gravada em Vancouver, Colúmbia Britânica, no Canadá. O elenco principal da série é constituído por diversos atores. Eles são: Melissa Benoist, Mehcad Brooks, Chyler Leigh, Jeremy Jordan, David Harewood, Floriana Lima e Chris Wood, que respectivamente interpretam Kara Zor-El / Kara Danvers / Supergirl, James Olsen, Alex Danvers, Winslow "Winn" Schott Jr., Hank Henshaw e J'onn J'onzz / Caçador de Marte, Maggie Sawyer e Mon-El.
O primeiro episódio, "Pilot", foi emitido na noite de 26 de outubro de 2015 e foi assistido por 12.96 milhões de telespectadores, um número ótimo para uma estreia de série. Os episódios seguintes também não decepcionaram a nível de audiência. No dia 12 de maio de 2016, a emissora CBS garantiu a série uma renovação para uma segunda temporada, anunciando também que a série passaria a ser exibida pelo canal The CW a partir da segunda temporada. Um dos fatores que deram um ótimo reconhecimento para a série foi a ampla aclamação pela crítica especialista, uma vez que recebeu a avaliação de 75/100 do site agregador de arte Metacritic.
Em 7 de janeiro de 2020, a série foi renovada para uma sexta temporada, que deve estrear no meio da temporada de 2021 e servir como a temporada final da série.

## Resumo
| Temporada | Temporada | Episódios | Episódios | Originalmente exibido | Originalmente exibido | Originalmente exibido | Nielsen ratings | Nielsen ratings                       |
| Temporada | Temporada | Episódios | Episódios | Estreia da temporada  | Final da temporada    | Emissora              | Rank            | Média de telespectadores (em milhões) |
| --------- | --------- | --------- | --------- | --------------------- | --------------------- | --------------------- | --------------- | ------------------------------------- |
|           | 1         | 20        | 20        | 26 de outubro de 2015 | 18 de abril de 2016   | CBS                   | 39              | 9.81                                  |
|           | 2         | 22        | 22        | 10 de outubro de 2016 | 22 de maio de 2017    | The CW                | 129             | 3.12                                  |
|           | 3         | 23        | 23        | 9 de outubro de 2017  | 18 de junho de 2018   | The CW                | 154             | 2.82                                  |
|           | 4         | 22        | 22        | 14 de outubro de 2018 | 19 de maio de 2019    | The CW                | 169             | 1.67                                  |
|           | 5         | 19        | 19        | 6 de outubro de 2019  | 17 de maio de 2020    | The CW                | 118             | 1.58                                  |
|           | 6         | 20        | 20        | 31 de março de 2021   | 9 de novembro de 2021 | The CW                | ASA             | ASA                                   |

## Episódios

### 1.ª temporada (2015–16)
| N.º na série | N.º na temp. | Título                                                                              | Dirigido por     | Escrito por                                                                                | Exibição original       | Audiência (milhões) |
| ------------ | ------------ | ----------------------------------------------------------------------------------- | ---------------- | ------------------------------------------------------------------------------------------ | ----------------------- | ------------------- |
| 1            | 1            | "Pilot" "(Piloto)" (BR)                                                             | Glen Winter      | História por : Greg Berlanti & Ali Adler & Andrew Kreisberg Roteiro por : Ali Adler        | 26 de outubro de 2015   | 12.96               |
| 2            | 2            | "Stronger Together" "(Mais Fortes Juntos)" (BR)                                     | Glen Winter      | História por : Greg Berlanti & Andrew Kreisberg Roteiro por : Andrew Kreisberg & Ali Adler | 2 de novembro de 2015   | 8.87                |
| 3            | 3            | "Fight or Flight" "(Lutar ou Fugir)" (BR)                                           | Dermott Downs    | Michael Grassi & Rachel Shukert                                                            | 9 de novembro de 2015   | 8.07                |
| 4            | 4            | "How Does She Do It?" "(Como Ela Faz Isso?)" (BR)                                   | Thor Freudenthal | Yahlin Chang & Ted Sullivan                                                                | 23 de novembro de 2015  | 7.19                |
| 5            | 5            | "Livewire" "(Curto-Circuito)" (BR)                                                  | Kevin Tancharoen | Roberto Aguirre-Sacasa & Caitlin Parrish                                                   | 16 de novembro de 2015  | 7.77                |
| 6            | 6            | "Red Faced" "(Cara Vermelha)" (BR)                                                  | Jesse Warn       | Michael Grassi & Rachel Shukert                                                            | 30 de novembro de 2015  | 8.02                |
| 7            | 7            | "Human for a Day" "(Humana por um Dia)" (BR)                                        | Larry Teng       | Yahlin Chang & Ted Sullivan                                                                | 7 de dezembro de 2015   | 7.67                |
| 8            | 8            | "Hostile Takeover" "(Aquisição Hostil)" (BR)                                        | Karen Gaviola    | Roberto Aguirre-Sacasa & Caitlin Parrish                                                   | 14 de dezembro de 2015  | 7.28                |
| 9            | 9            | "Blood Bonds" "(Laços de Sangue)" (BR)                                              | Steve Shill      | Ted Sullivan & Derek Simon                                                                 | 4 de janeiro de 2016    | 8.75                |
| 10           | 10           | "Childish Things" "(Coisas Infantis)" (BR)                                          | Jamie Babbit     | História por : Yahlin Chang Roteiro por : Anna Musky-Goldwyn & James DeWille               | 18 de janeiro de 2016   | 8.77                |
| 11           | 11           | "Strange Visitor from Another Planet" "(Estranho Visitante de Outro Planeta)" (BR)  | Glen Winter      | Michael Grassi & Caitlin Parrish                                                           | 25 de janeiro de 2016   | 7.90                |
| 12           | 12           | "Bizarro" "(Bizarro)" (BR)                                                          | John Showalter   | Roberto Aguirre-Sacasa & Rachel Shukert                                                    | 1 de fevereiro de 2016  | 6.68                |
| 13           | 13           | "For the Girl Who Has Everything" "(Pela Garota Que Tem Tudo)" (BR)                 | Dermott Downs    | História por : Andrew Kreisberg Roteiro por : Ted Sullivan & Derek Simon                   | 8 de fevereiro de 2016  | 7.92                |
| 14           | 14           | "Truth, Justice and the American Way" "(Verdade, Justiça e o Jeito Americano)" (BR) | Lexi Alexander   | História por : Michael Grassi Roteiro por : Yahlin Chang & Caitlin Parrish                 | 22 de fevereiro de 2016 | 7.25                |
| 15           | 15           | "Solitude" "(Solidão)" (BR)                                                         | Dermott Downs    | História por : Rachel Shukert Roteiro por : Anna Musky-Goldwyn & James DeWille             | 29 de fevereiro de 2016 | 6.69                |
| 16           | 16           | "Falling" "(Queda)" (BR)                                                            | Larry Teng       | Robert Rovner & Jessica Queller                                                            | 14 de março de 2016     | 6.53                |
| 17           | 17           | "Manhunter" "(O Caçador)" (BR)                                                      | Chris Fisher     | História por : Derek Simon Roteiro por : Cindy Lichtman & Rachel Shukert                   | 21 de março de 2016     | 6.00                |
| 18           | 18           | "Worlds Finest" "(Os Melhores dos Mundos)" (BR)                                     | Nick Gomez       | História por : Greg Berlanti Roteiro por : Andrew Kreisberg & Michael Grassi               | 28 de março de 2016     | 7.17                |
| 19           | 19           | "Myriad" "(Myriad)" (BR)                                                            | Adam Kane        | Yahlin Chang & Caitlin Parrish                                                             | 11 de abril de 2016     | 6.12                |
| 20           | 20           | "Better Angels" "(Melhores Anjos)" (BR)                                             | Larry Teng       | História por : Andrew Kreisberg & Ali Adler Roteiro por : Robert Rovner & Jessica Queller  | 18 de abril de 2016     | 6.11                |

### 2.ª temporada (2016–17)
| N.º na série | N.º na temp. | Título                                                               | Dirigido por                   | Escrito por                                                                                      | Exibição original       | Audiência (milhões) |
| ------------ | ------------ | -------------------------------------------------------------------- | ------------------------------ | ------------------------------------------------------------------------------------------------ | ----------------------- | ------------------- |
| 21           | 1            | "The Adventures of Supergirl" "(As Aventuras de Supergirl)" (BR)     | Glen Winter                    | História por : Greg Berlanti & Andrew Kreisberg Roteiro por : Andrew Kreisberg & Jessica Queller | 10 de outubro de 2016   | 3.06                |
| 22           | 2            | "The Last Children of Krypton" "(Os Últimos Filhos de Krypton)" (BR) | Glen Winter                    | Robert Rovner & Caitlin Parrish                                                                  | 17 de outubro de 2016   | 2.66                |
| 23           | 3            | "Welcome to Earth" "(Bem-Vindo à Terra)" (BR)                        | Rachel Talalay                 | Jessica Queller & Derek Simon                                                                    | 24 de outubro de 2016   | 2.65                |
| 24           | 4            | "Survivors" "(Sobreviventes)" (BR)                                   | James Marshall & James Bamford | Paula Yoo & Eric Carrasco                                                                        | 31 de outubro de 2016   | 2.22                |
| 25           | 5            | "Crossfire" "(Fogo Cruzado)" (BR)                                    | Glen Winter                    | Gabriel Llanas & Anna Musky-Goldwyn                                                              | 7 de novembro de 2016   | 2.47                |
| 26           | 6            | "Changing" "(Mudança)" (BR)                                          | Larry Teng                     | História por : Greg Berlanti Roteiro por : Andrew Kreisberg & Caitlin Parrish                    | 14 de novembro de 2016  | 2.35                |
| 27           | 7            | "The Darkest Place" "(O Lugar Mais Sombrio)" (BR)                    | Glen Winter                    | Robert Rovner & Paula Yoo                                                                        | 21 de novembro de 2016  | 2.61                |
| 28           | 8            | "Medusa" "(Medusa)" (BR)                                             | Stefan Pleszczynski            | Jessica Queller & Derek Simon                                                                    | 28 de novembro de 2016  | 3.53                |
| 29           | 9            | "Supergirl Lives" "(Supergirl Vive)" (BR)                            | Kevin Smith                    | História por : Andrew Kreisberg Roteiro por : Eric Carrasco & Jess Kardos                        | 23 de janeiro de 2017   | 2.65                |
| 30           | 10           | "We Can Be Heroes" "(Nós Podemos Ser Heróis)" (BR)                   | Rebecca Johnson                | Caitlin Parrish & Katie Rose Rogers                                                              | 30 de janeiro de 2017   | 2.35                |
| 31           | 11           | "The Martian Chronicles" "(As Crônicas Marcianas)" (BR)              | David McWhirter                | Gabriel Llanas & Anna Musky-Goldwyn                                                              | 6 de fevereiro de 2017  | 2.43                |
| 32           | 12           | "Luthors" "(Luthors)" (BR)                                           | Tawnia McKiernan               | Robert Rovner & Cindy Lichtman                                                                   | 13 de fevereiro de 2017 | 2.52                |
| 33           | 13           | "Mr. & Mrs. Mxyzptlk" "(Sr. & Sra. Mxyzptlk)" (BR)                   | Stefan Pleszczynski            | Jessica Queller & Sterling Gates                                                                 | 20 de fevereiro de 2017 | 2.24                |
| 34           | 14           | "Homecoming" "(Volta Para Casa)" (BR)                                | Larry Teng                     | Caitlin Parrish & Derek Simon                                                                    | 27 de fevereiro de 2017 | 2.17                |
| 35           | 15           | "Exodus" "(Êxodo)" (BR)                                              | Michael Allowitz               | Paula Yoo & Eric Carrasco                                                                        | 6 de março de 2017      | 2.16                |
| 36           | 16           | "Star-Crossed" "(Desafortunada)" (BR)                                | John Medlen                    | Katie Rose Rogers & Jess Kardos                                                                  | 20 de março de 2017     | 2.07                |
| 37           | 17           | "Distant Sun" "(Sol Distante)" (BR)                                  | Kevin Smith                    | Gabriel Llanas & Anna Musky-Goldwyn                                                              | 27 de março de 2017     | 2.21                |
| 38           | 18           | "Ace Reporter" "(Repórter Craque)" (BR)                              | Armen V. Kevorkian             | Paula Yoo & Caitlin Parrish                                                                      | 24 de abril de 2017     | 1.80                |
| 39           | 19           | "Alex" "(Alex)" (BR)                                                 | Rob Greenlea                   | Eric Carrasco & Greg Baldwin                                                                     | 1 de maio de 2017       | 1.75                |
| 40           | 20           | "City of Lost Children" "(A Cidade de Crianças Perdidas)" (BR)       | Ben Bray                       | História por : Robert Rovner Roteiro por : Gabriel Llanas & Anna Musky-Goldwyn                   | 8 de maio de 2017       | 1.88                |
| 41           | 21           | "Resist" "(Resistir)" (BR)                                           | Millicent Shelton              | Jessica Queller & Derek Simon                                                                    | 15 de maio de 2017      | 1.93                |
| 42           | 22           | "Nevertheless, She Persisted" "(Mesmo Assim, Ela Persistiu)" (BR)    | Glen Winter                    | História por : Andrew Kreisberg & Jessica Queller Roteiro por : Robert Rovner & Caitlin Parrish  | 22 de maio de 2017      | 2.12                |

### 3.ª temporada (2017–18)
| N.º na série | N.º na temp. | Título                                                         | Dirigido por                  | Escrito por                                                                                     | Exibição original      | Audiência (milhões) |
| ------------ | ------------ | -------------------------------------------------------------- | ----------------------------- | ----------------------------------------------------------------------------------------------- | ---------------------- | ------------------- |
| 43           | 1            | "Girl of Steel" "(A Garota de Aço)" (BR)                       | Jesse Warn                    | História por : Andrew Kreisberg Roteiro por : Robert Rovner & Caitlin Parrish                   | 9 de outubro de 2017   | 1.87                |
| 44           | 2            | "Triggers" "(Gatilhos)" (BR)                                   | David McWhirter               | Gabriel Llanas & Anna Musky-Goldwyn                                                             | 16 de outubro de 2017  | 1.76                |
| 45           | 3            | "Far from the Tree" "(Longe de Casa)" (BR)                     | Dermott Downs                 | Jessica Queller & Derek Simon                                                                   | 23 de outubro de 2017  | 1.76                |
| 46           | 4            | "The Faithful" "(Os Fiéis)" (BR)                               | Jesse Warn                    | Paula Yoo & Katie Rose Rogers                                                                   | 30 de outubro de 2017  | 1.82                |
| 47           | 5            | "Damage" "(Dano)" (BR)                                         | Kevin Smith                   | Eric Carrasco & Cindy Lichtman                                                                  | 6 de novembro de 2017  | 1.87                |
| 48           | 6            | "Midvale" "(Midvale)" (BR)                                     | Rob Greenlea                  | Caitlin Parrish & Jess Kardos                                                                   | 13 de novembro de 2017 | 1.89                |
| 49           | 7            | "Wake Up" "(Acorde)" (BR)                                      | Chad Lowe                     | Gabriel Llanas & Anna Musky-Goldwyn                                                             | 20 de novembro de 2017 | 1.92                |
| 50           | 8            | "Crisis on Earth-X, Part 1" "(Crise na Terra-X, Parte 1)" (BR) | Larry Teng                    | História por : Andrew Kreisberg & Marc Guggenheim Roteiro por : Robert Rovner & Jessica Queller | 27 de novembro de 2017 | 2.71                |
| 51           | 9            | "Reign" "(Régia)" (BR)                                         | Glen Winter                   | Paula Yoo & Caitlin Parrish                                                                     | 4 de dezembro de 2017  | 1.81                |
| 52           | 10           | "Legion of Superheroes" "(A Legião de Super-Heróis)" (BR)      | Jesse Warn                    | Derek Simon & Eric Carrasco                                                                     | 15 de janeiro de 2018  | 2.17                |
| 53           | 11           | "Fort Rozz" "(Forte Rozz)" (BR)                                | Gregory Smith                 | Gabriel Llanas & Anna Musky-Goldwyn                                                             | 22 de janeiro de 2018  | 2.07                |
| 54           | 12           | "For Good" "(De Uma Vez Por Todas)" (BR)                       | Tawnia McKiernan              | História por : Robert Rovner Roteiro por : Cindy Lichtman & Alix Sternberg                      | 29 de janeiro de 2018  | 2.11                |
| 55           | 13           | "Both Sides Now" "(Ambos Os Lados Agora)" (BR)                 | Jesse Warn                    | Jessica Queller & Paula Yoo                                                                     | 5 de fevereiro de 2018 | 2.12                |
| 56           | 14           | "Schott Through the Heart" "(Tiro No Coração De Schott)" (BR)  | Glen Winter                   | Caitlin Parrish & Derek Simon                                                                   | 16 de abril de 2018    | 1.91                |
| 57           | 15           | "In Search of Lost Time" "(Em Busca do Tempo Perdido)" (BR)    | Andi Armaganian               | História por : Eric Carrasco Roteiro por : Katie Rose Rogers & Nicki Holcomb                    | 23 de abril de 2018    | 1.38                |
| 58           | 16           | "Of Two Minds" "(De Duas Mentes)" (BR)                         | Alexandra La Roche            | Gabriel Llanas & Anna Musky-Goldwyn                                                             | 30 de abril de 2018    | 1.50                |
| 59           | 17           | "Trinity" "(Trindade)" (BR)                                    | Caitlin Parrish & Erica Weiss | História por : Jessica Queller Roteiro por : Caitlin Parrish & Derek Simon                      | 7 de maio de 2018      | 1.60                |
| 60           | 18           | "Shelter from the Storm" "(Abrigo da Tempestade)" (BR)         | Antonio Negret                | História por : Robert Rovner Roteiro por : Lindsay Gelfand & Allison Weintraub                  | 14 de maio de 2018     | 1.53                |
| 61           | 19           | "The Fanatical" "(Os Fanáticos)" (BR)                          | Mairzee Almas                 | Paula Yoo & Eric Carrasco                                                                       | 21 de maio de 2018     | 1.47                |
| 62           | 20           | "Dark Side of the Moon" "(O Lado Negro da Lua)" (BR)           | Hanelle Culpepper             | Derek Simon & Katie Rose Rogers                                                                 | 28 de maio de 2018     | 1.57                |
| 63           | 21           | "Not Kansas" "(Não é o Kansas)" (BR)                           | Dermott Downs                 | Gabriel Llanas & Anna Musky-Goldwyn                                                             | 4 de junho de 2018     | 1.83                |
| 64           | 22           | "Make it Reign" "(Faça Reinar)" (BR)                           | Armen V. Kevorkian            | Ray Utarnachitt & Cindy Lichtman                                                                | 11 de junho de 2018    | 1.76                |
| 65           | 23           | "Battles Lost and Won" "(Batalhas Perdidas e Vencidas)" (BR)   | Jesse Warn                    | Robert Rovner & Jessica Queller                                                                 | 18 de junho de 2018    | 1.78                |

### 4.ª temporada (2018–19)
| N.º na série | N.º na temp. | Título | Dirigido por        | Escrito por                                                                                   | Exibição original       | Audiência (milhões) |
| ------------ | ------------ | --- | ------------------- | --------------------------------------------------------------------------------------------- | ----------------------- | ------------------- |
| 66           | 1            | "American Alien" "(A Alienígena Americana)" (BR)                                                                                           | Jesse Warn          | História por : Robert Rovner & Jessica Queller Roteiro por : Gabriel Llanas & Aadrita Mukerji | 14 de outubro de 2018   | 1.52                |
| 67           | 2            | "Fallout" "(Recaída)" (BR) | Harry Jierjian      | História por : Dana Horgan Roteiro por : Maria Maggenti & Daniel Beaty                        | 21 de outubro de 2018   | 1.34                |
| 68           | 3            | "Man of Steel" "(Homem de Aço)" (BR) | Jesse Warn          | Rob Wright & Derek Simon                                                                      | 28 de outubro de 2018   | 1.28                |
| 69           | 4            | "Ahimsa" "(Ahimsa)" (BR) | Armen V. Kevorkian  | História por : Eric Carrasco Roteiro por : Katie Rose Rogers & Jess Kardos                    | 4 de novembro de 2018   | 1.23                |
| 70           | 5            | "Parasite Lost" "(Parasita Perdido)" (BR)                                                                                                  | David McWhirter     | Maria Maggenti & Aadrita Mukerji                                                              | 11 de novembro de 2018  | 1.16                |
| 71           | 6            | "Call to Action" "(Apelo à Ação)" (BR) | Antonio Negret      | Gabriel Llanas & Daniel Beaty                                                                 | 18 de novembro de 2018  | 1.13                |
| 72           | 7            | "Rather the Fallen Angel" "(Ao Invés do Anjo Caído)" (BR)                                                                                  | Chad Lowe           | Dana Horgan & Katie Rose Rogers                                                               | 25 de novembro de 2018  | 1.15                |
| 73           | 8            | "Bunker Hill" "(Bunker Hill)" (BR) | Kevin Smith         | Rob Wright & Eric Carrasco                                                                    | 2 de dezembro de 2018   | 1.26                |
| 74           | 9            | "Elseworlds, Part 3" "(Outros Mundos, Parte 3)" (BR)                                                                                       | Jesse Warn          | História por : Marc Guggenheim Roteiro por : Derek Simon & Robert Rovner                      | 11 de dezembro de 2018  | 2.17                |
| 75           | 10           | "Suspicious Minds" "(Mentes Desconfiadas)" (BR)                                                                                            | Rachel Talalay      | Maria Maggenti & Gabriel Llanas                                                               | 20 de janeiro de 2019   | 1.04                |
| 76           | 11           | "Blood Memory" "(Memória Familiar)" (BR)                                                                                                   | Shannon Kohli       | Jessica Queller & Dana Horgan                                                                 | 27 de janeiro de 2019   | 1.34                |
| 77           | 12           | "Menagerie" "(Menagerie)" (BR) | Stefan Pleszczynski | História por : Robert Rovner Roteiro por : Daniel Beaty & Greg Baldwin                        | 17 de fevereiro de 2019 | 1.15                |
| 78           | 13           | "What's So Funny About Truth, Justice, and the American Way?" "(O Que é Tão Engraçado na Verdade, na Justiça, e no Jeito Americano?)" (BR) | Alexis Ostrander    | Eric Carrasco & Aadrita Mukerji                                                               | 3 de março de 2019      | 1.14                |
| 79           | 14           | "Stand and Deliver" "(Levante-se e Entregue)" (BR)                                                                                         | Andi Armaganian     | Rob Wright & Jess Kardos                                                                      | 10 de março de 2019     | 1.05                |
| 80           | 15           | "O Brother, Where Art Thou?" "(Irmão, Onde Estás?)" (BR)                                                                                   | Tawnia McKiernan    | Derek Simon & Nicki Holcomb                                                                   | 17 de março de 2019     | 1.07                |
| 81           | 16           | "The House of L" "(A Casa de L)" (BR) | Carl Seaton         | Dana Horgan & Eric Carrasco                                                                   | 24 de março de 2019     | 1.12                |
| 82           | 17           | "All About Eve" "(Tudo Sobre Eve)" (BR) | Ben Bray            | História por : Gabriel Llanas Roteiro por : Katie Rose Rogers & Brooke Pohl                   | 31 de março de 2019     | 1.06                |
| 83           | 18           | "Crime and Punishment" "(Crime e Punição)" (BR)                                                                                            | Antonio Negret      | História por : Rob Wright Roteiro por : Lindsay Sturman & Aadrita Mukerji                     | 21 de abril de 2019     | 0.99                |
| 84           | 19           | "American Dreamer" "(Sonhadora Americana)" (BR)                                                                                            | David Harewood      | História por : Dana Horgan Roteiro por : Daniel Beaty & Jess Kardos                           | 28 de abril de 2019     | 1.14                |
| 85           | 20           | "Will the Real Miss Tessmarcher Please Stand Up?" "(Senhorita Tessmarcher, Pode Se Levantar?)" (BR)                                        | Shannon Kohli       | História por : Derek Simon Roteiro por : Katie Rose Rogers & Natalie Abrams                   | 5 de maio de 2019       | 1.05                |
| 86           | 21           | "Red Dawn" "(O Alvorecer Vermelho)" (BR)                                                                                                   | Alexis Ostrander    | História por : Lindsay Sturman Roteiro por : Gabriel Llanas & Eric Carrasco                   | 12 de maio de 2019      | 1.11                |
| 87           | 22           | "The Quest for Peace" "(A Busca pela Paz)" (BR)                                                                                            | Jesse Warn          | História por : Robert Rovner & Jessica Quelle Roteiro por : Rob Wright & Derek Simon          | 19 de maio de 2019      | 1.07                |

### 5.ª temporada (2019–20)
| N.º na série | N.º na temp. | Título                                                                           | Dirigido por        | Escrito por                                                                             | Exibição original       | Audiência (milhões) |
| ------------ | ------------ | -------------------------------------------------------------------------------- | ------------------- | --------------------------------------------------------------------------------------- | ----------------------- | ------------------- |
| 88           | 1            | "Event Horizon" "(Horizonte de Eventos)" (BR)                                    | Jesse Warn          | Derek Simon & Nicki Holcomb                                                             | 6 de outubro de 2019    | 1.26                |
| 89           | 2            | "Stranger Beside Me" "(Estranho ao Meu Lado)" (BR)                               | David McWhirter     | Dana Horgan & Katie Rose Rogers                                                         | 13 de outubro de 2019   | 0.97                |
| 90           | 3            | "Blurred Lines" "(Linhas Borradas)" (BR)                                         | Eric Dean Seaton    | Lindsay Struman & J. Holtham                                                            | 20 de outubro de 2019   | 0.92                |
| 91           | 4            | "In Plain Sight" "(À Vista de Todos)" (BR)                                       | David McWhirter     | Jay Faerber & Jess Kardo                                                                | 27 de outubro de 2019   | 0.95                |
| 92           | 5            | "Dangerous Liaisons" "(Ligações Perigosas)" (BR)                                 | Alysse Leite-Rogers | Rob Wright & Daniel Beaty                                                               | 3 de novembro de 2019   | 0.78                |
| 93           | 6            | "Confidence Woman" "(Mulher de Confiança)" (BR)                                  | Shannon Kohli       | Dana Horgan & Nicki Holcomb                                                             | 10 de novembro de 2019  | 0.84                |
| 94           | 7            | "Tremors" "(Tremores)" (BR)                                                      | Andi Armaganian     | J. Holtham & Katie Rose Rogers                                                          | 17 de novembro de 2019  | 0.79                |
| 95           | 8            | "The Wrath of Rama Khan" "(A Ira de Rama Khan)" (BR)                             | Marcus Stokes       | Lindsay Struman & Jessica Kardos                                                        | 1 de dezembro de 2019   | 0.87                |
| 96           | 9            | "Crisis on Infinite Earths, Part 1" "(Crise nas Infinitas Terras, Parte 1)" (BR) | Jesse Warn          | História por : Robert Rovner e Marc Guggenheim Roteiro por : Derek Simon e Jay Faerber  | 8 de dezembro de 2019   | 1.67                |
| 97           | 10           | "The Bottle Episode" "(O Episódio da Garrafa)" (BR)                              | Tawnia McKiernan    | História por : Derek Simon Roteiro por : Nicki Holcomb & Jen Troy                       | 19 de janeiro de 2020   | 0.84                |
| 98           | 11           | "Back From the Future – Part 1" "(De Volta do Futuro – Parte 1)" (BR)            | David Harewood      | Dana Horgan & Katie Rose Rogers                                                         | 26 de janeiro de 2020   | 0.81                |
| 99           | 12           | "Back From the Future – Part 2" "(De Volta do Futuro – Parte 2)" (BR)            | Alexis Ostrander    | Rob Wright & J. Holtham                                                                 | 16 de fevereiro de 2020 | 0.65                |
| 100          | 13           | "It's a Super Life" "(É uma Super Vida)" (BR)                                    | Jesse Warn          | História por : Robert Rovner & Jessica Queler Roteiro por : Derek Simon & Nicki Holcomb | 23 de fevereiro de 2020 | 0.66                |
| 101          | 14           | "The Bodyguard" "(O Guarda-Costas)" (BR)                                         | Gregory Smith       | História por : Lindsay Sturman Roteiro por : Emilio Ortega Aldrich & Chandler Smidt     | 8 de março de 2020      | 0.67                |
| 102          | 15           | "Reality Bytes" "(Bytes de Realidade)" (BR)                                      | Armen V. Kevorkian  | Dana Horgan & Jay Faerber                                                               | 15 de março de 2020     | 0.68                |
| 103          | 16           | "Alex in Wonderland" "(Alex no País das Maravilhas)" (BR)                        | Tawnia McKiernan    | História por : Rob Wright Roteiro por : Jess Kardos & Mariko Tamaki                     | 22 de março de 2020     | 0.65                |
| 104          | 17           | "Deus Lex Machina" "(Deus Lex Machina)" (BR)                                     | Melissa Benoist     | História por : Lindsay Sturman Roteiro por : Katie Rose Rogers & Brooke Pohl            | 3 de maio de 2020       | 0.61                |
| 105          | 18           | "The Missing Link" "(O Elo Perdido)" (BR)                                        | Avi Youabian        | Dana Horgan & J. Holtham                                                                | 10 de maio de 2020      | 0.62                |
| 106          | 19           | "Immortal Kombat" "(Combate Imortal)" (BR)                                       | David Harewood      | História por : Derek Simon Roteiro por : Emilio Ortego Aldrich & Nicki Holcomb          | 17 de maio de 2020      | 0.65                |